# Bataille de Monterotondo (1867)
Guerres du Risorgimento
Batailles
- Montelibretti
- Monterotondo
- Mentana

Monterotondo, ville de la province de Rome, dans le Latium, est le théâtre d'une bataille livrée le 25 octobre 1867 pendant les guerres du Risorgimento dans le cadre de la campagne de l'Agro Romano pour la libération de Rome. Épisode de la campagne malheureuse menée par Giuseppe Garibaldi en 1867 pour tenter d'intégrer les États pontificaux à l'Italie et faire de Rome la capitale de ce pays, cette bataille oppose plusieurs milliers de Chemises rouges à 350 soldats pontificaux retranchés dans la ville. Après une résistance acharnée, ces derniers sont contraints de capituler.